# Маринони, Эктор
Эктор Горасио Хосе Маринони Барони (исп. Héctor Horacio José Marinoni Baroni, 20 августа 1947, Буэнос-Айрес, Аргентина) — аргентинский хоккеист (хоккей на траве), нападающий.

## Биография
Эктор Маринони родился 20 августа 1947 года в аргентинском городе Буэнос-Айрес.
Играл в хоккей на траве за «Граль» из Сан-Мартина.
В 1968 году вошёл в состав сборной Аргентины по хоккею на траве на Олимпийских играх в Мехико, занявшей 14-е место. Играл на позиции нападающего, провёл 8 матчей, забил 1 мяч в ворота сборной Австралии.
В 1972 году вошёл в состав сборной Аргентины по хоккею на траве на Олимпийских играх в Мехико, занявшей 14-е место. Играл на позиции нападающего, провёл 8 матчей, мячей не забивал.
В 1967, 1971 и 1975 годах в составе сборной Аргентины завоевал золотые медали хоккейных турниров Панамериканских игр в Виннипеге, Кали и Мехико. Участвовал в Кубке мира 1975 года в Малайзии (11-е место).
В середине 2000-х годов возглавлял Аргентинскую ассоциацию хоккея на траве.